# Stensparken

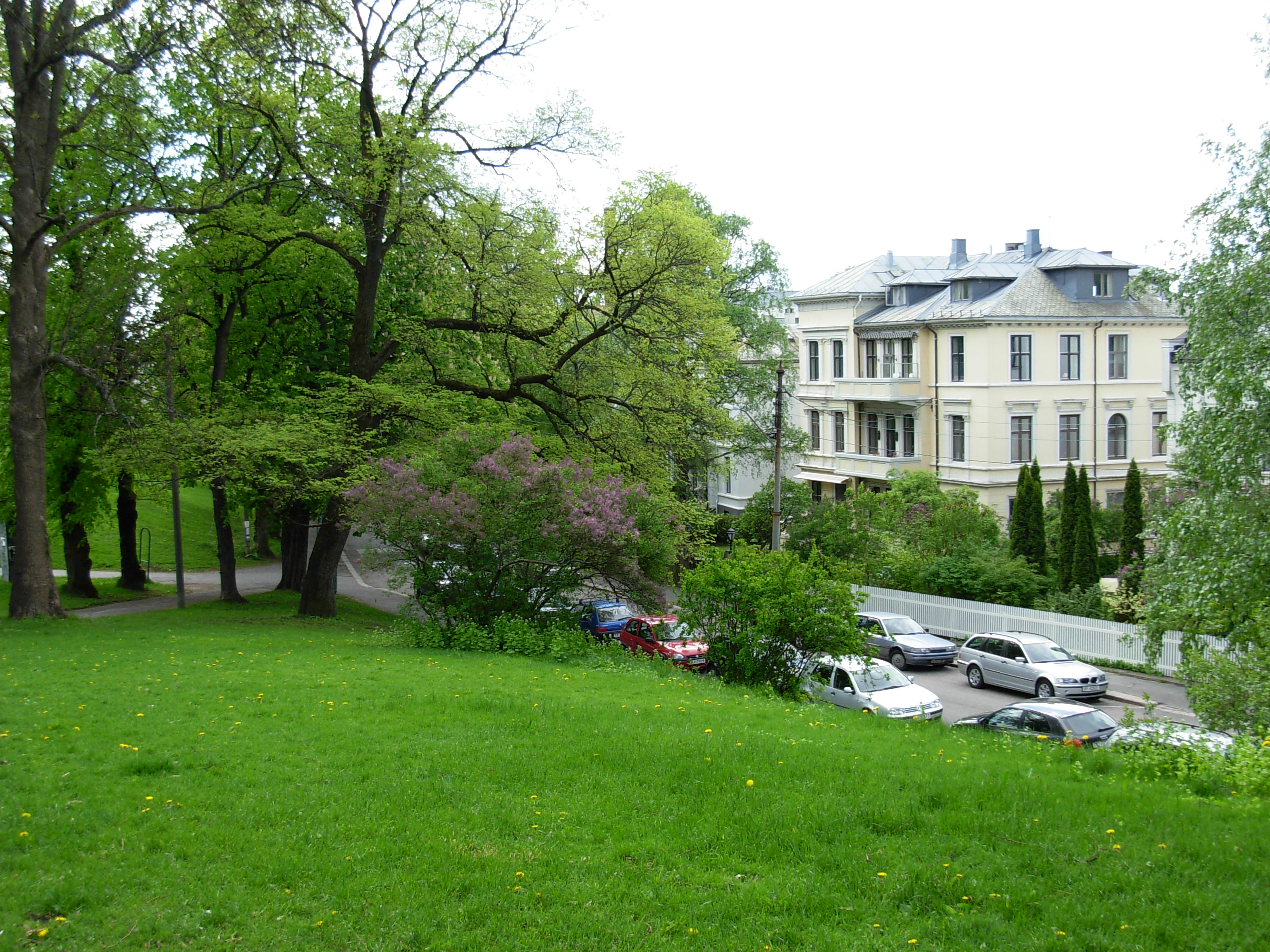
Stensparken grenzt an die Straße Pilestredet in Oslo.

Stensparken ist ein Park auf einer Anhöhe in Fagerborg im Stadtteil St. Hanshaugen in Oslo. Der Hügel ist etwas langgestreckt und der Untergrund besteht aus Knollenkalk. Auf dem südlichen Teil des Hügels erstreckt sich der Park, während sich auf dem nördlichen Teil des Hügels der Felsvorsprung Blåsen mit einem guten Ausblick auf Oslo befindet. Der Park wurde in den 1890er bis in die 1940er Jahre angelegt.

## Park

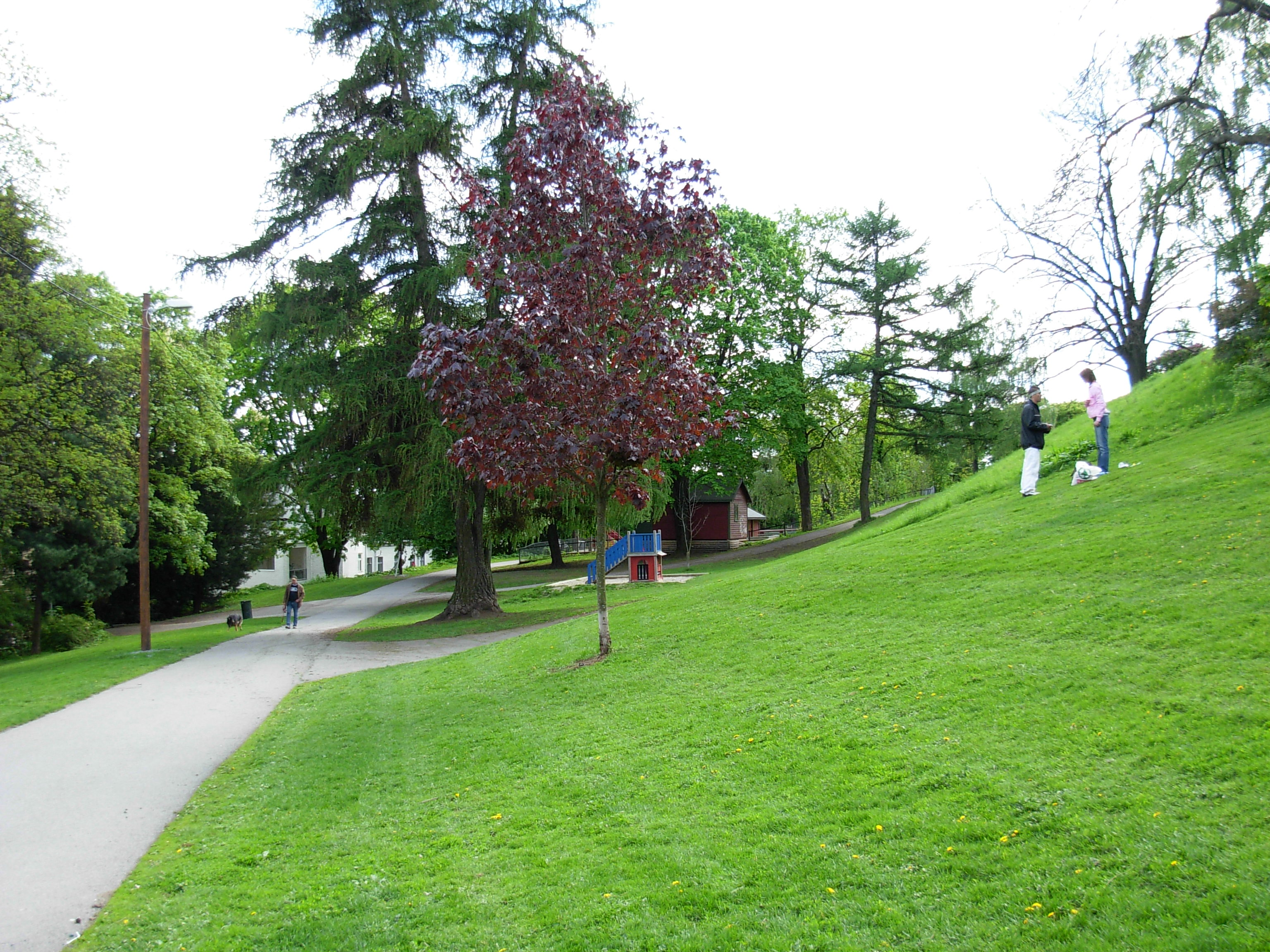
Der nördliche Teil des Stensparken mit dem Kinderspielplatz.

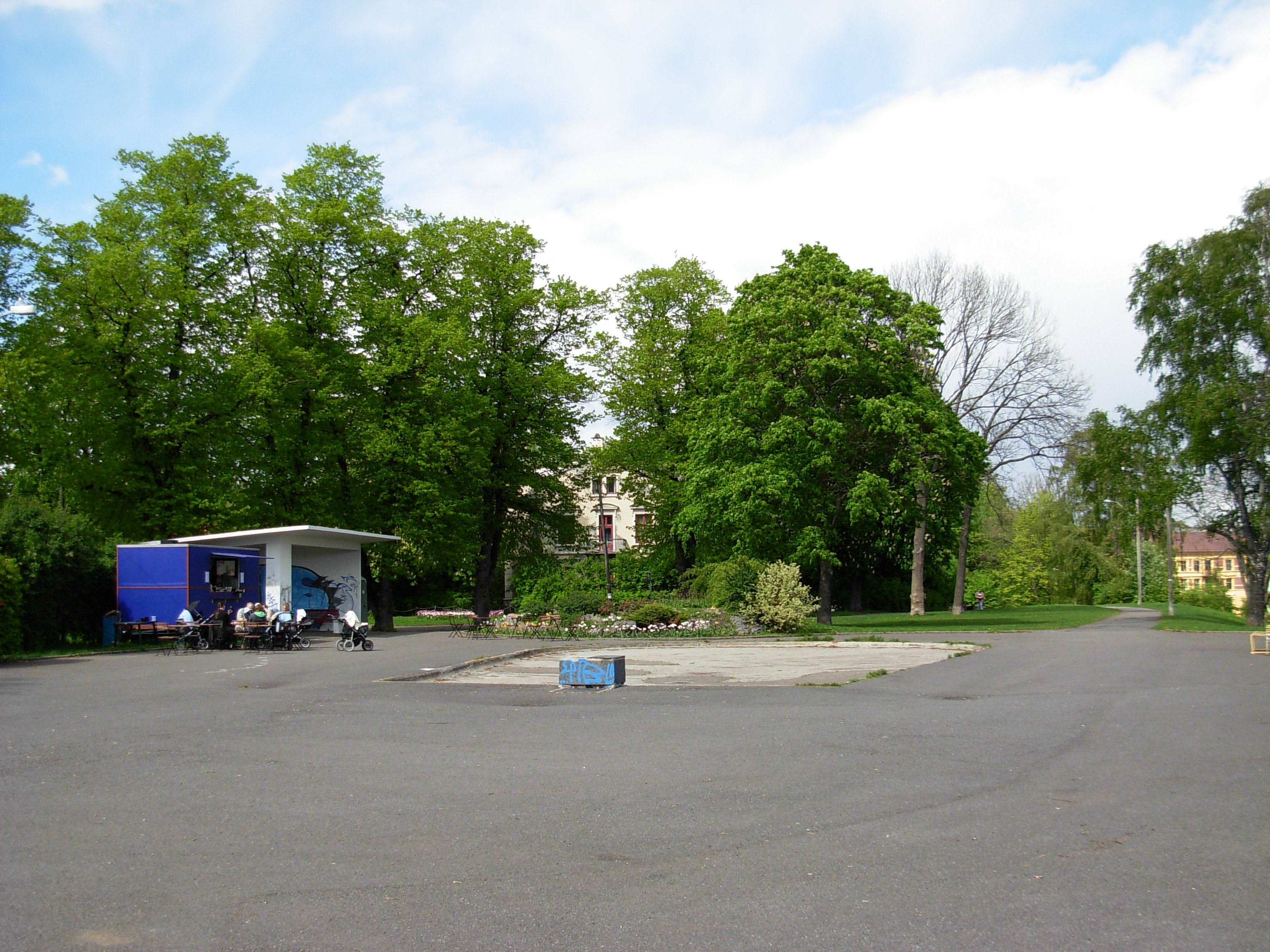
Stensparken, Platz in der Mitte des Parkes.

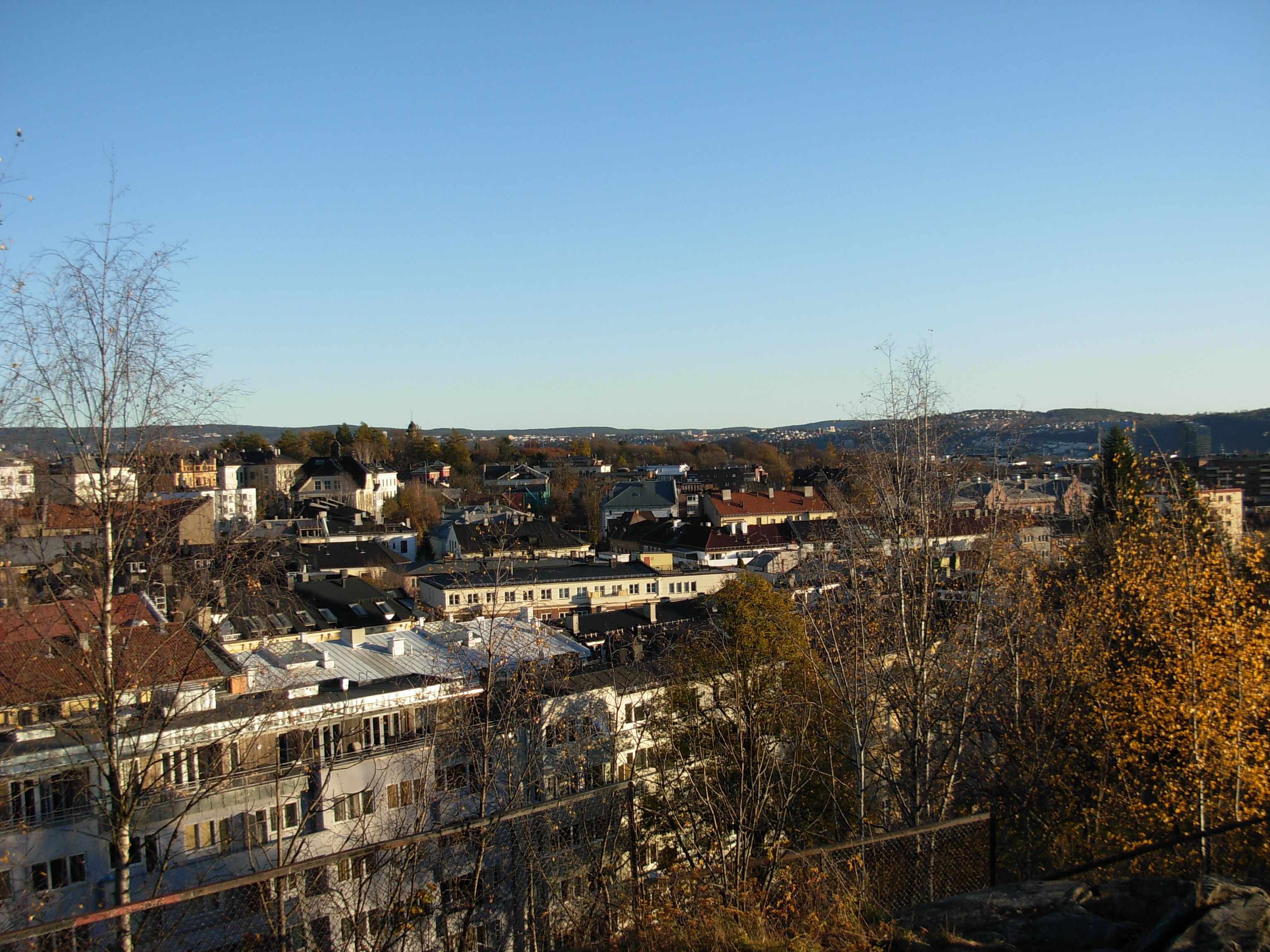
Aussicht vom Hügel Blåsen in Richtung Osten zum Stadtteil St. Hanshaugen.

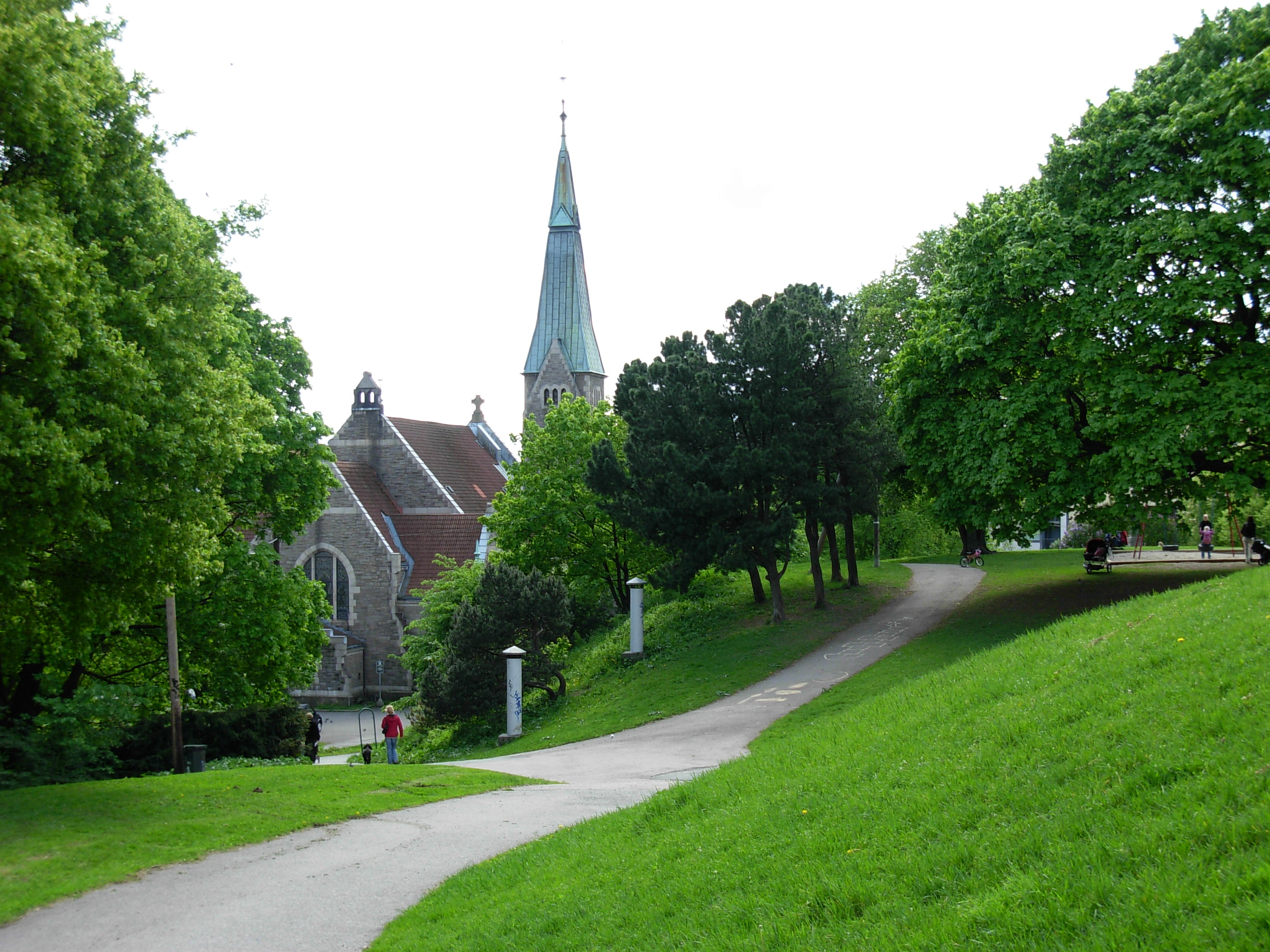
Der Stensparken mit der Fagerborg kirke.

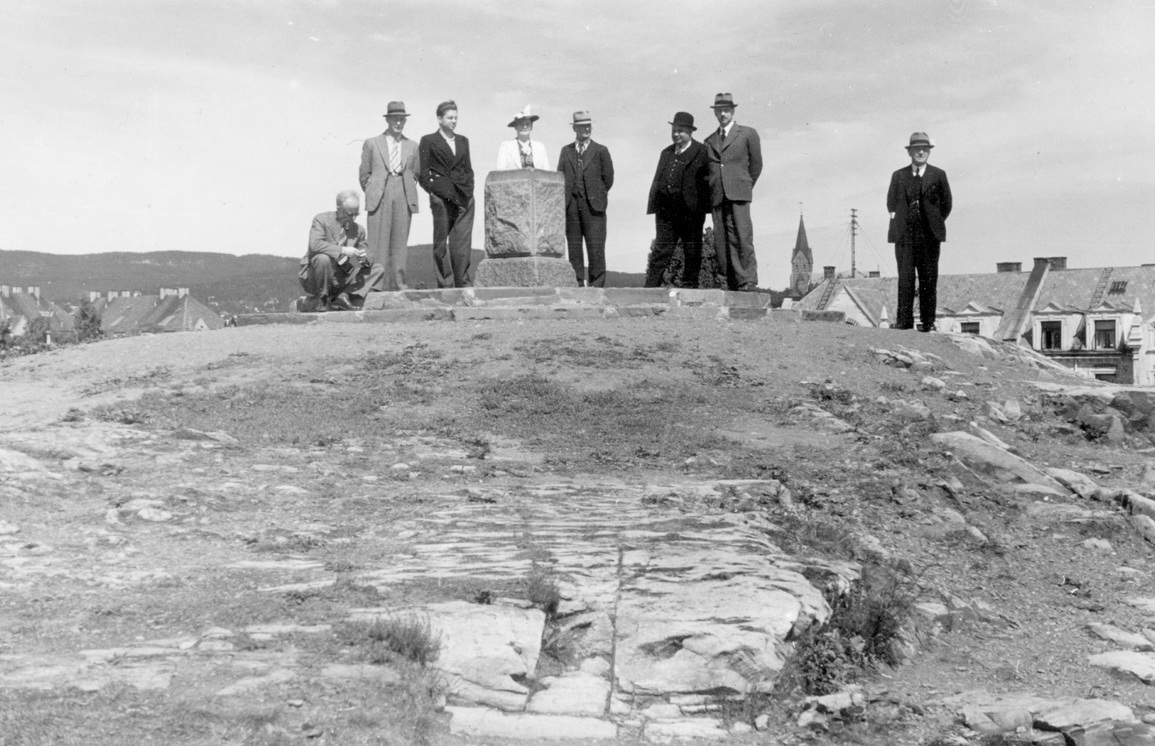
Die Park-Kommission inspiziert den Park von dem höchsten Aussichtspunkt des Hügels Blåsen.

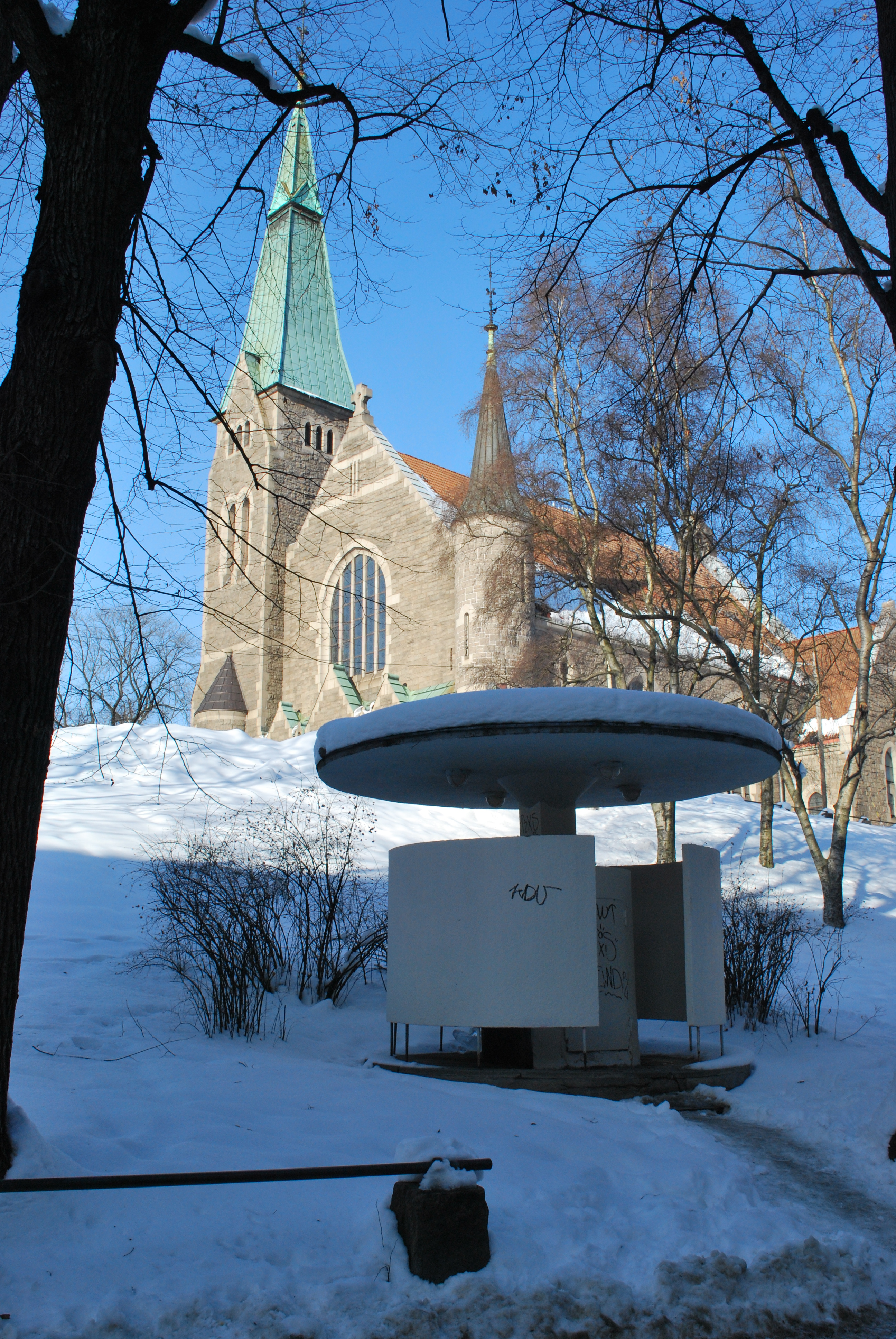
Das öffentliche Urinal «Kjærlighetskarusellen» (Liebeskarussell), von der Sporveisgata gesehen.

Entlang des Parks liegen die Straßen Pilestredet, Fagerborggata, Sporveisgata sowie die einen Bauernhof begrenzende Thereses gate und Stensgata. Der Park liegt größtenteils im Osloer Stadtviertel Fagerborg und grenzt weiter an Hegdehaugen sowie an Bislett im Süden.
Im Mai 2007 begann man experimentell Bänke und Sitzgelegenheiten im Freien auf dem Platz in der Mitte des Parks aufzustellen, die dann ab 2010 dauerhaft installiert wurden. Am südlichen Ende des Parks befindet sich die Fagerborg Kirche, die 1903 eingeweiht wurde. Im östlichen Teil des Parks an der Pilestredet 72 ist ein Spielplatz für Kinder.
Im südlichen Teil des Parks wurde 1991 eine 300 cm große Steinskulptur von Sigrid Undset errichtet, die von dem Künstler Kjersti Wexelsen Goksøyr geschaffen wurde. Der norwegische Autor Sigrid Undset wuchs in seiner Kindheit in der Gegend auf und wohnte in unmittelbarer Nähe des Parks an der Stensgata 5 und Lyder Sagens gate 10.
Das Gebiet des heutigen Stensparken wurde auf einem Ölgemälde von 1841 von Joachim Frich, unter dem Titel: «Utsikt fra Korpehaugen» (Sicht auf Korpehaugen) dargestellt.

## Blåsen
Im südlichen Teil des Parks liegt die Anhöhe Blåsen mit 80 moh. Von dem Hügel hat man eine sehr gute Aussicht auf den Osloer Stadtteil St. Hanshaugen und einen Überblick auf das Umland der Hauptstadt sowie auf den Westteil von Oslo. Über die Pilestredet und die Stensgata ist der Hügel Blåsen ebenfalls erreichbar. In den 1880er Jahren wurde der Hügel vermessen und die Vermessungspunkte mit Granitsteinen markiert.
Der Schriftsteller Sigrid Undset beschrieb Blåsen als: «Freude am kleinen Berg ... man sieht wie die Kinder heranwachsen und die Erwachsenen dabei sind.».

## Geschichte
Frühste Spuren der Besiedlung am Blåsen wurden bei Ausgrabungen aus der Zeit der Völkerwanderung gefunden. Eine dort befindliche Wallanlage wurde wahrscheinlich um 400–600 n. Chr. errichtet.
Stensparken wurde 1891 nach dem örtlichen Bauernhof Steinn (später Sten) bzw. nach deren gleichnamigen Besitzer benannt, der nördlich von Blåsen lag. Der Hof und das Land war im Mittelalter ein Teil des Klostergutes des Klosters Nonneseter der Benediktiner und gehörte später ab 1629 dem Großgrundbesitzer und Kanzler Jens Bjelke. Teile der Parkanlage wurden 1896 von der Kommune aufkauft für die Reiersens Pferdekoppel, die nach dem norwegischen Hofschneider H.C. Reiersen benannt wurde. Westlich des Parks wurde 1865 ein massives Haus aus Ziegelstein gebaut.
Der Stenparken wurde 1890 mit öffentlichen Mitteln aus dem kommunalen Schnapsbrennerei errichtet. 1911 wurde ein Wettbewerb für einen Plan zur Errichtung des Parks ins Leben gerufen. Die Anwohner des Gebiets protestierten zunächst gegen diese vorgeschlagenen starken Eingriffe, einschließlich gegen den Bau eines monumentalen Gebäudes auf dem Blåsen. Die lokale Opposition brachte weitere Pläne ins Gespräch, um das Gebiet des Parks als Ausstellungsfläche für das Osloer Geschäftsviertel zu nutzen wurde. Diese Pläne wurden 1930 allerdings endgültig wieder aufgeben. 1933 wurde durch die Stadtverwaltung bzw. der Formanskapet beschlossen, den Park zu erweitern mit einem Spielplatz, Schwimmbad, Brunnen und weiteren Angeboten, die in Folge bis 1943 fertiggestellt werden konnten.
Zusammen mit dem St. Hans Haugen Park bekam der Stensparken 1890, die einzigen großen restlichen Flächen aus den Eingemeindungen der Stadterweiterung von Christiania (Oslo) von 1859. Diese Gebiete werden in Norwegen als Bymarken (Stadtmark bzw. in etwa: Eingemeindungsflächen) bezeichnet.
Die Höhe am südlichen Ende des Parks sowie die Fläche der in der Nähe liegenden Fagerborg kirke waren früher als die Gebiete Korpehaugen und Nattmannshaugen bekannt. Korpehaugen bedeutet in etwa Rabenhügel und wurde bis ins 18. Jahrhundert zunächst als Begräbnisstätte benutzt. Nattmannshaugen auf Deutsch etwa Nachtmann-Hügel bzw. bedeutet übertragen Racker-Hügel oder Abdecker-Hügel. Der sogenannte Nachtmann (Nattmann) war früher in Norwegen zuständig, die gesamten Abfälle einer Stadt nachts zu entsorgen, inklusiv der Schlachtabfälle aus Abdeckereien und der Tierkörperbeseitigungen, damit keiner etwas davon sieht sowie auch die unangenehmen Gerüche mitbekommt. In Nattmannshaugen arbeiteten seit 1825 die örtlichen Abdecker der Stadt Oslo und verbrachten die Reste und Abfälle anschließend nach Korpehaugen, auf den´sogenannten Rabenhügel. Vorher wurden bis 1823 die Arbeiten in Bakkehaugen durchgeführt und die Abfälle gelagert. Mit dem stetigen Wachstum der norwegischen Hauptstadt verlagerte man dies wegen der unangenehmen Nebenerscheinungen, weiter weg nach Korpehaugen und Nattmannhaugen. Ein Teil von Nattmannshaugen gehört heute zu dem in der Nähe liegenden Pilestredet Park. Korpehaugen wurde seit 1825 als Mülldeponie des heutigen Oslo genutzt. In dem Gebiet befanden sich auch einige kleine Gebäude und eine Tierkörperbeseitigungsanstalt sowie Abdeckereien, wo die Racker und Entsorger ihre Tätigkeiten verrichteten. 1959 wurden diese Gebiete, die zum heutigen Stensparken gehören, eingemeindet. Auf Grund von Beschwerden der Anwohner und gesundheitlichen Bedenken wurde 1868 die Mülldeponie, Tierkörperbeseitigungsanstalt und Abdeckerei geschlossen, sowie 1871 die letzte entsprechende Betriebstätte, ungefähr sich in der Nähe der heutigen Fagerborg kirke befand, abgerissen. Anschließend wurden die Flächen renaturiert und in den Stensparken integriert.
2007 wurde im Stensparken ein Imbissrestaurant eröffnet, wo Besucher Speisen, Eis, alkoholfreie Getränke erwerben und Kaffee trinken können. Es erfolgt jedoch kein Verkauf von alkoholischen Getränken, da der Genuss von Alkohol im Park generell unerwünscht ist.

## Öffentliches Urinal «Kjærlighetskarusellen»
Südlich des Parkes an der Sporveisgata, liegt das Kjærlighetskarusellen, ein öffentliches Pissoir, das 1937 nach den Plänen des Osloer Stadtbaumeisters Harald Aars errichtet wurde. Die öffentliche Urinalanlage wurde im Stil des Funktionalismus geschaffen.
Seit der Mitte der 1950er Jahre war die Örtlichkeit ein beliebter Treffpunkt für homosexuelle Männer und wurde unter dem volkstümlichen Namen Kjærlighetskarusellen (‚Liebeskarussell‘) bekannt. Mit offiziellen Namen heißt es Pissoaret i Stensparken (‚Pissoir im Stenspark‘) und weitere übliche Spitznamen waren unter anderem Lykkehjulet (‚Glücksrad‘), Den runde tønne (‚Rundes Fass‘), Soppen (‚Pilz‘) und Paraplyen (‚Regenschirm‘).
Der öffentlichen Urinalanlage wird ein historischer Wert zur Architektur und zur Geschichte der Abwasserentsorgung zugeschrieben. Als 2009 in Norwegen das zwölfte „Jahr des Kulturerbe“  (Kulturminneåret) begangen wurde, fand das Kjærlighetskarusellen eine besondere Beachtung. In der Folge wurde am 15. April 2009 das Kjærlighetskarusellen durch den Riksantikvaren als Teil des kulturellen Erbes in die nationale Denkmalliste aufgenommen.